# Дунай (Приморский край)
Дуна́й — посёлок городского типа в Приморском крае России. Входит в состав ЗАТО Фокино.
Посёлок расположен на берегу бухты Стрелок залива Петра Великого.

## Общая информация
- Численность населения: 7805 человек (2009)[2].
- Соотношение мужчин и женщин: 50,3 % и 49,7 % соответственно.
- В посёлке действуют две средние школы: № 253 и № 258.
- Главное предприятие посёлка — 30-й судоремонтный завод. В настоящее время на этом заводе работает более чем 500 человек.
- Историческая часть посёлка, где в основном расположены дачи местных жителей, в народе называется Старый Дунай.

## Историческая справка
Посёлок Дунай образован в 1907 году, когда несколько семей прибыли из Молдавии в приморское село Петровка. Однако в Петровке их принять не смогли и тогда кто-то посоветовал им поехать в небольшое поселение корейцев в бухте Конюшкова.

## Бухта Конюшкова
Совет был принят и первые глиняные землянки молдаванами были построены на том месте, где в настоящее время расположена железнодорожная станция. По воспоминаниям старожилов поселка, село Дунай было названо так потому, что первые переселенцы, прибывшие на берег бухты Конюшково и увидев небольшую, но довольно глубокую реку, впадающую в неё, сказали: «От одного большого Дуная уехали, к другому маленькому приехали».
В первый год по прибытии жители посадить ничего не успели, так как заканчивался июль, и весь год им пришлось довольствоваться тем, что продавали корейцы, живущие неподалёку. Весной следующего года стали сеять сами: посадили сою, фасоль, кукурузу, пшеницу. Осенью пшеницу обмолотили на частой мельнице, но оказалось, что она непригодна для еды. Набравшись соленого тумана, чрезмерной влаги, она стала горькой. Впоследствии её никогда не сеяли, не сеют и сейчас. Жители, потерпев неудачу с земледелием, перешли на море: ловили рыбу, тралили чилимов (вид креветок), доставали со дна моря морских гребешков, мидий, трепангов. Все это отвозили на парусных лодках во Владивосток, где сдавали в рестораны, продавали на базарах, а взамен, везли сахар, соль, спички и т. д.
В годы гражданской войны на территории посёлка действовала группа партизанского отряда во главе с Федором Усатым. Эта группа охраняла подступы от белогвардейцев и японских интервентов к острову Путятина, где в то время был небольшой конный завод, фарфоровый завод и кирпичный завод.
В 1929 году в бухте Конюшкова была образована рыбацкая артель. Ловили сельдь иваси, камбалу, окунь, осенью хорошо шла горбуша. Солили и отправляли во Владивосток.
В 1934 году на берегу мыса Низкий начала действовать водолазная база ТЭМП (Трест Экспорта Морской Продукции). Доставали крабы, гребешок, мидии, трепанг. Обрабатывалась продукция здесь же, на построенном рыбозаводе. Вся продукция отправлялась на экспорт за границу.
В 1937 году посёлок Дунай соединила с посёлком Смоляниново железная дорога, однако первый пассажирский поезд прошёл только в 1940 году.
Во время Великой Отечественной войны на фронт ушли многие дунайцы. В их числе и сын командира партизанской группы Анатолий Усатый. 14 земляков погибли. На добровольные пожертвования местного населения в центре поселка в 1988 году был установлен памятник и мемориальные плиты в честь подвига героев войны. После войны жители поселка трудились в различных организациях, воинских частях.
10 августа 1985 года на АПЛ К-431 проекта 675, находившейся у пирса № 2 судоремонтного завода ВМФ в бухте Чажма (посёлок Шкотово-22), произошла радиационная авария.

## Население
| 1915  | 1979  | 1995    | 2002  | 2009  | 2010  | 2012  |
| ----- | ----- | ------- | ----- | ----- | ----- | ----- |
| 300   | ↗6343 | ↗10 800 | ↘8599 | ↘7805 | ↘7581 | ↘7471 |
| 2013  | 2014  | 2015    | 2016  | 2017  | 2018  | 2019  |
| ↘7411 | ↘7339 | ↗7392   | ↗7493 | ↗7614 | ↗7661 | ↗7693 |
| 2020  | 2021  | 2023    | 2024  |       |       |       |
| ↗7737 | ↘6980 | ↘6959   | ↗6989 |       |       |       |